# 香井田村
香井田村（かいたむら）は、福岡県鞍手郡にあった村。現在の宮若市の一部にあたる。

## 地理
遠賀川支流、犬鳴川中流域に位置していた。

## 歴史

### 沿革
- 1889年（明治22年）4月1日 - 鞍手郡本城村、竜徳村、鶴田村が合併して村制施行し、香井田村が設立[2][3]。
- 1927年（昭和2年）4月1日 - 鞍手郡宮田町に編入され廃止[2][3]。

### 地名の由来
中世の荘園粥田荘による。

## 産業

### 炭鉱
- 本城炭鉱 明治中期から操業[1]。